# کوروش (مجارستان)
کوروش (به مجاری:  Kórós) روستایی در مجارستان است که در ناحیه شیه واقع شده‌است. کوروش ۱۵٫۱۲ کیلومتر مربع مساحت و ۲۳۴ نفر جمعیت دارد.